# Агент Джонні Інгліш: Перезапуск
«Агент Джонні Інгліш: Перезапуск» (англ. Johnny English Reborn) — британський комедійний бойовик 2011 року, пародія на історії про супершпигунів на кшталт Джеймса Бонда. Фільм є продовженням картини Агент Джонні Інгліш (2003). В фільмі Ровен Аткінсон виступив продюсером, сценаристом а також зіграв головну роль, а режисером став Олівер Паркер.

## Опис
Англійський спецагент – класика жанру, Роуен Аткінсон – класика гумору. Вірний підданий королеви виходить на міжнародний  рівень. Англія потребує захисту і без свого героя не обійтись, тож зволікати не можна, Джонні Інгліш налаштований рішуче!  Сподіваємось, що він не перечепиться через поріг, коли буде стрімко вилітати з будинку.
Дія фільму розвертається через вісім років після подій попереднього фільму, і з тих пір кар'єра сера Джонні Інгліша йде на спад. Після того, як агент провалив місію в Мозамбік, він живе в печері в горах Тибету, ховаючись від всіх через сором і обвинувачення. Але йому дають ще один шанс. Британська розвідка знов потребує його, і їй треба повернути агента, щоб той зірвав змову групи кіллерів, які планують вбити китайського прем'єр-міністра.

## У ролях
- Ровен Аткінсон — Джоні Інгліш
- Джилліан Андерсон — секретний агент МІ-7 Памела Хед
- Розамунд Пайк — Кейт Самнер
- Домінік Вест — Саймон Емброус
- Деніел Калуя
- Берн Ґорман
- Річард Шіфф
- Тім Макннерні
- Того Ігава — Тін Ванг
- Кріс Джарман — Майкл Тембо
- Жозефін де Ла Бом — Маделін
- Рік Майял — Брудний палець
- Таша де Васконселос — графиня Олександра
- Ян Шоу — Агент 2
- Стівен Кемпбелл Мур — Прем'єр-міністр
- Руперт Вансіттарт
- Марша Фіцалан

## Виробництво
Universal Pictures вперше заявила про намір знімати сиквел «Агента Джонні Інгліш» 8 квітня 2010, сім років після першого фільму.
Зйомки почалися 11 вересня 2010 в центрі Лондона на Кеннон Стріт, 13 вересня продовжились в Brocket-холл, Гартфордшир, пізніше в Хоулі Вудс в Гемпшир і в Гонконгзі. З 25 вересня зйомки проходили на Молл в центрі Лондона.